# Marcelo Bielsa
Marcelo Alberto Bielsa Caldera (* 21. července 1955 Rosario), přezdívaný Loco Bielsa (v překladu Šílenec Bielsa), je argentinský profesionální fotbalový trenér, který naposledy působil v anglickém celku Leeds United FC. Klub opustil 27. února 2022 kvůli neuspokojivým výsledkům.